# Elektronmikroszkóp

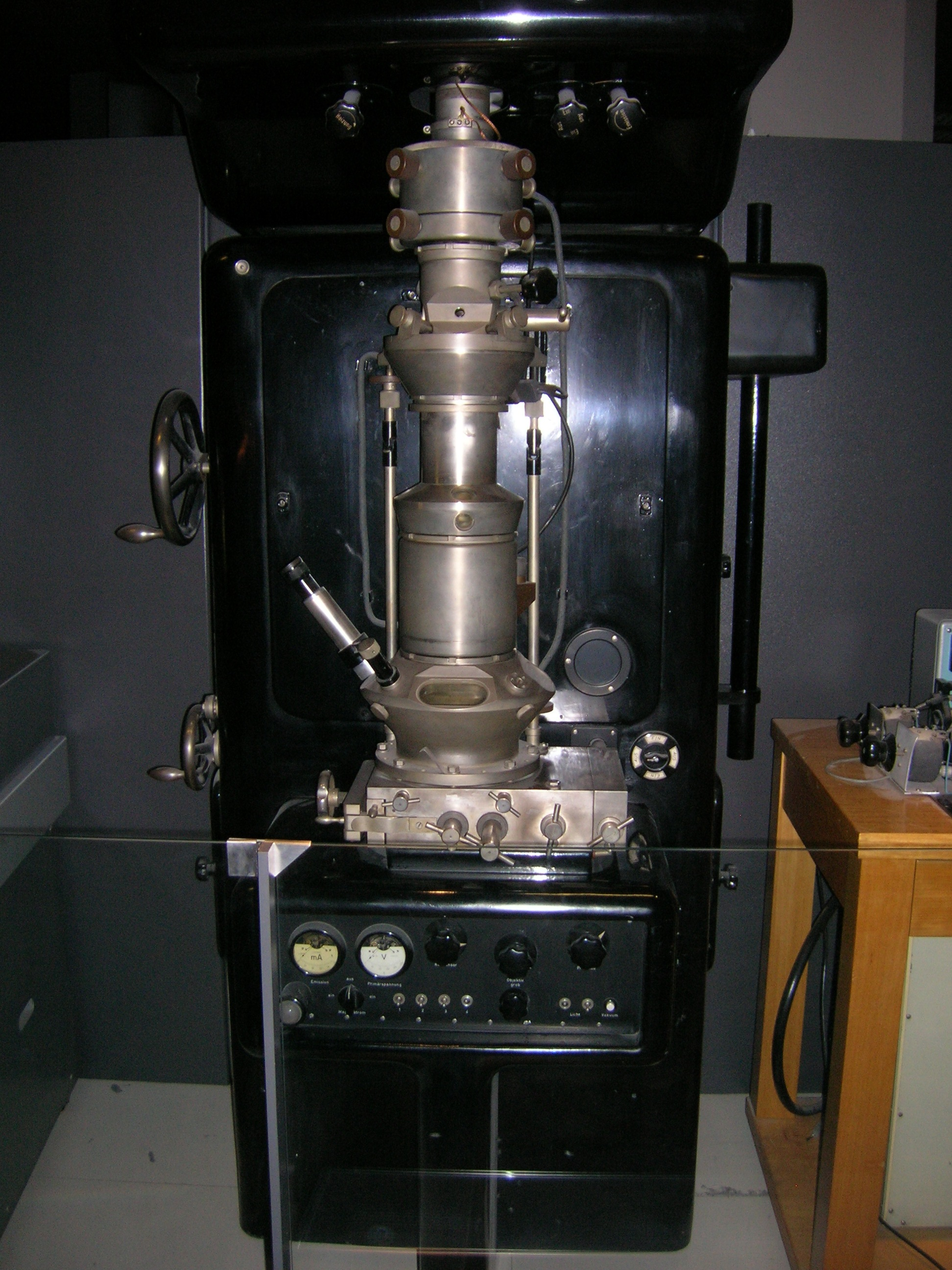
Az 1933-ban Ernst Ruska által készített elektronmikroszkóp

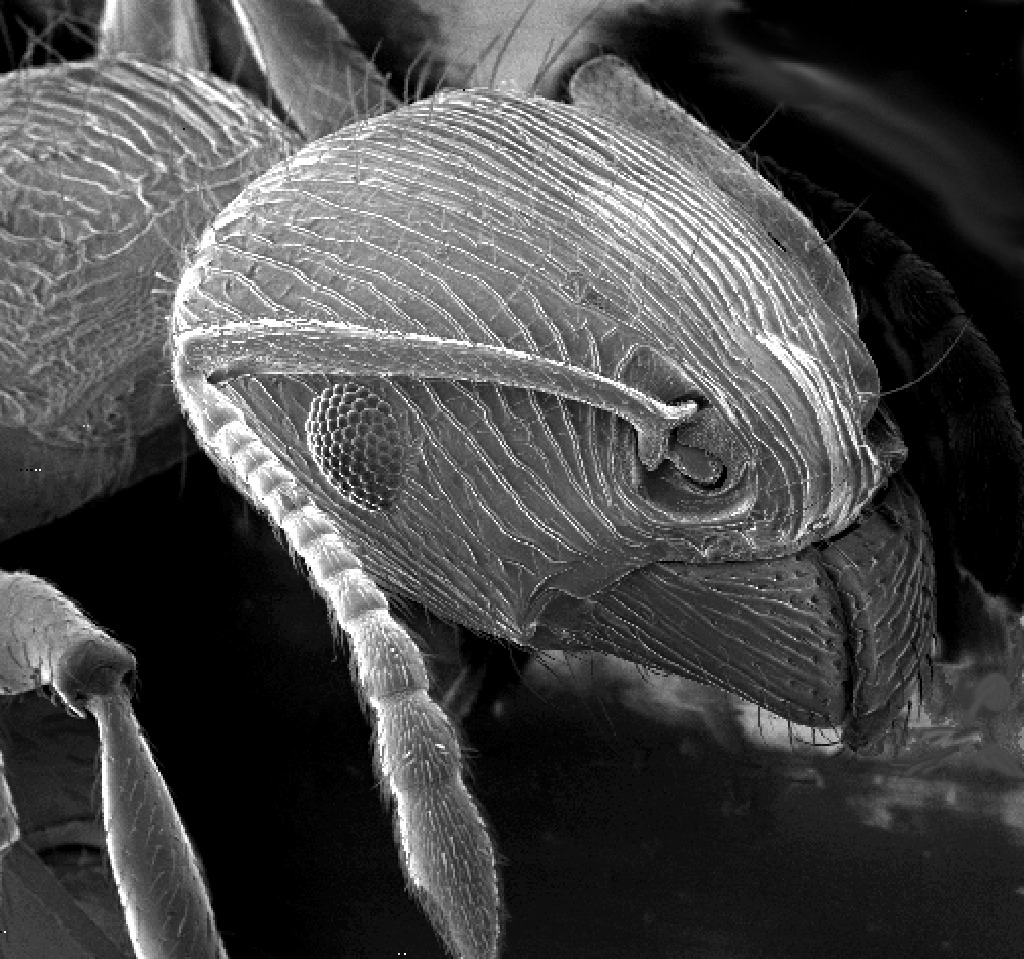
Egy hangya képe pásztázó elektronmikroszkóppal felnagyítva

Az elektronmikroszkóp egy olyan mikroszkóp, ami elektronnyalábot – nagy sebességre felgyorsított elektronokat – használ a megfigyelendő tárgy leképezésére. A hagyományos fénymikroszkópéhoz képest sokkal jobb felbontása révén az elektronmikroszkópos felvételeken a sejten belüli részletek, de atomok kontúrjai, szabályos kristályrácsszerkezet körvonalai is megfigyelhetők.

## Történet
A mikroszkóp feltalálása az 1600-as évek elejére tehető, ezek után nagyjából háromszáz évvel később az Abbe-féle elv révén vált világossá, hogy bármilyen technikai tökéletesítés révén sem lehet a fénymikroszkóp felbontási határát a minta részletein megvalósuló fényelhajlás miatt 200 nm alá vinni, és így például elérhetetlen egy sejt belsejének képi megismerése. 
Louis de Broglie 1924-ben doktori disszertációjában bemutatta, hogy minden mozgó elemi részecske hullámtermészettel is rendelkezik. A hullám-részecske kettősség elve minden adott sebességgel mozgó, adott tömegű részecskéhez hullámhosszat is rendel. Az addigra már Joseph John Thomson által felfedezett elektron hullámtermészetét bizonyító elektrondiffrakciós kísérletek 1927-ben Clinton Joseph Davisson és Lester Halbert Germer, illetve tőlük függetlenül George Paget Thomson (J. J. Thomson fia) nevéhez fűződtek. Az elektronnyaláb fókuszálásához szükséges elektromágneses lencse ötletét pedig Hans Busch 1926-ban publikálta. Mindezen előzmények ismeretében Szilárd Leó már 1928-ban biztatta Buscht egy elektronmikroszkóp megépítésére. Az elektronmikroszkóp működését demonstráló berendezést – az első négyszázszoros nagyítású prototípust – aztán Ernst Ruska német fizikus mutatta be 1931-ben. 1933-ban ő építette meg azt az elektronmikroszkópot is, amely már a fénymikroszkóppal elérhető nagyításnál nagyobb nagyításra volt képes. Ruska 1986-ban kapott Nobel-díjat az elektronmikroszkóp feltalálásért.

## Az elektron kettős természete és az elektronmikroszkóp felbontási határa

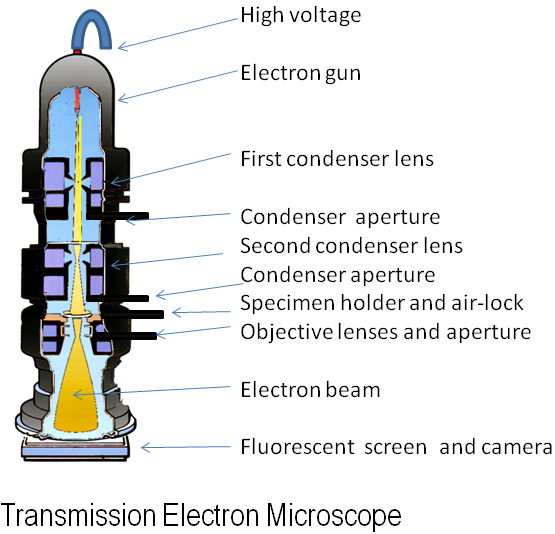
Egy transzmissziós elektronmikroszkóp felépítése

De Broglie elmélete szerint az {\displaystyle m_{0}} tömegű, {\displaystyle v} sebességű elektronokból, mint részecskékből álló nyalábhoz rendelhető hullám hullámhossza az alábbi összefüggés segítségével írható fel:
{\displaystyle \lambda ={\frac {h}{m_{0}\cdot v}}}, ahol h a Planck-állandó.
Homogén elektromos mezőben gyorsuló elektron mozgási energiájának megváltozása az elektromos mező munkájából származik, a munkatétel szerint:
{\displaystyle e\cdot U={\frac {1}{2}}m_{0}\cdot v^{2}}, ahol e az elektron töltése, U a gyorsító feszültség.
A hullámhossz tehát felírható a gyorsító feszültség függvényében:
{\displaystyle \lambda ={\frac {h}{\sqrt {2e\cdot U\cdot m_{0}}}}}.
Az elektronmikroszkópban alkalmazott 10-100 kV gyorsító feszültség révén az elektronok relativisztikus sebességre tesznek szert, elérhetik a fénysebesség 70%-át is. Ilyen esetben nem tekinthetünk el attól, hogy a részecskék tömege függ a sebességtől, a hullámhossz fenti összefüggése a következőképpen módosul:
{\displaystyle \lambda ={\frac {h}{\sqrt {2m_{0}eU}}}{\frac {1}{\sqrt {1+{\frac {eU}{2m_{0}c^{2}}}}}}},
ahol c a fény vákuumbeli terjedési sebessége.
Abbe-elve szerint az elérhető felbontás:
{\displaystyle d={\frac {\lambda }{NA}}}.
Fentiek alapján az elektronmikroszkópban terjedő nyalábok hullámhossza pikométeres nagyságrendű, ami sokkal rövidebb, mint a fény néhány száz nanométeres hullámhossza. Az elektronoptika tulajdonságaiból származó numerikus apertúrát (NA = 10-3) is figyelembe véve az elektronmikroszkóppal 0,5 nm körüli felbontás érhető el.

## Az elektronmikroszkóp főbb részei
A Ruska által felépített első transzmissziós elektronmikroszkóp után ma már többféle elrendezésben működnek elektronmikroszkópok, mindegyikben vannak azonban közös elemek.
Az elektronágyúból származó elektronnyalábot vákuumcsőben inhomogén elektromos és mágneses terek gyorsítják, fókuszálják a mintára, az azon átjutó, elhajló, vagy egyéb kölcsönhatásból származó sugárzást megfelelő detektorokkal érzékelve készül a kép. 

Nagyenergiájú elektronok és az anyag kölcsönhatása

## Az elektronnyaláb kölcsönhatása a mintával, mérési lehetőségek
A mintára érkező elektronnyaláb és az anyag között többféle kölcsönhatás jöhet létre. Attól függően, hogy a mintának az elektronforrás felé eső felületén létrejövő változásokat, vagy a minta túlsó oldalán történőket figyeljük meg, más méréstechnikára van szükségünk. 
Transzmissziós üzemmódban a 10-100 nm vastagságú mintára érkező párhuzamos nyaláb elhajlást szenved az egyes atomcsoportokon, a minta túloldalán kilépő szórt elektronok irány szerinti eloszlása tükrözi a minta részleteit. Ily módon kétdimenziós, szummációs kép készül.
Reflexiós üzemmódban az elektronok által kiváltott valamely hatás eredményét figyeljük meg a képalkotáshoz. Az elektron-visszaszórás alapján rendszámbeli különbségek – például nehéz atomok csoportjai – jeleníthetők meg. 
A szekunder elektronok eloszlása a felület topográfiáját jellemzi. A szórási kép igen érzékeny a felület részleteire. Kb. 10 nm-es mélységben térszerű reprezentáció készíthető, ez a módszer különösen jól használható biológiai alkalmazásoknál.
Az Auger-elektronok és az elektronnyaláb által kiváltott karakterisztikus röntgensugárzás spektrumának megfigyelése a kémiai összetétel meghatározását teszi lehetővé.
Jól lefókuszált nyaláb segítségével akár pontról pontra nyerhetünk információt, ehhez azonban a minta mozgatása, szkennelése szükséges.

## Típusai
A sokféle kölcsönhatási folyamatnak és méréstechnikának megfelelően ma már többféle elektronmikroszkóp létezik.
- Transzmissziós elektronmikroszkóp (TEM): a tárgy megfigyelését elektronsugárral való átvilágításban végzi
- Pásztázó elektronmikroszkóp (SEM): az elektronsugár deflektálásával pontról pontra állít elő képet a tárgy felületéről
- Reflexiós (sugárvisszaverő) elektronmikroszkóp (REM)
- Pásztázó transzmissziós elektronmikroszkóp

## Alkalmazási területek
A fénymikroszkópéhoz képest jelentősen nagyobb felbontás sokféle alkalmazást tesz lehetővé. Bár a minta komplikált előkészítése, a szükséges vízmentes vákuum környezet korlátozza a biológiai alkalmazást, az elektronmikroszkópos vizsgálatok sok új felfedezést hoztak az orvosi, biológiai kutatásokban. Érdekes például, hogy az így nyert eredmények előbb kaptak tudományos elismerést az 1974-es orvosi Nobel-díj révén, mint a módszer feltalálói.
- Félvezető kutatás és adattárolás
- Szövettani felvételek
- Egysejtűek, vírusok tanulmányozása